# Lamprops profundus
Lamprops profundus är en kräftdjursart som beskrevs av Daniel Reyss 1978. Lamprops profundus ingår i släktet Lamprops och familjen Lampropidae. Inga underarter finns listade i Catalogue of Life.